# Bagh-e Azari
 Bagh-e Azari est un quartier du sud de Téhéran. Il compte 9 000 habitants. C'est un quartier historique qui comporte beaucoup de vieilles maisons. Plus de 90 % des habitants sont des migrants qui viennent d'autres villes et une portion d'entre eux sont des réfugiés afghans. Beaucoup d'habitants doivent faire face à la pauvreté et au chômage. Signe de la pauvreté, certaines familles ne peuvent louer un logement et vivent donc dans une seule pièce. Les crimes sont fréquents dans ce district.

## Source
http://www.medscape.com/viewarticle/530407_4